# Bacchanale (danse)
Pour les articles homonymes, voir Bacchanale.
La bacchanale est une danse française de la fin du XVIIIe siècle, bruyante et tumultueuse, particulièrement prisée sous le Directoire. Elle a été ensuite introduite dans plusieurs opéras et ballets.

## Dans les arts
Lors de la reprise à Paris le 22 octobre 1817 de la tragédie lyrique Les Danaïdes d'Antonio Salieri, qui avait été créée en 1784, Gaspare Spontini y ajoute une « Gran Bacchanale », écrite par lui-même et par Louis-Luc Loiseau de Persuis, Henri-François Berton et Ferdinando Paër ; Hector Berlioz assiste à cette représentation et cite dans ses mémoires « la foudroyante bacchanale et les airs de danse si mélancoliquement voluptueux, ajoutés par Spontini à la partition de son vieux compatriote, [qui] me mirent dans un état de trouble et d’exaltation que je n’essayerai pas de décrire ». 
En 1861, Richard Wagner ajoute une bacchanale à la suite de l'ouverture de son opéra Tannhäuser, lors de sa création à l'Opéra de Paris le 13 mars,. La chorégraphie de ce divertissement orchestral est due à Lucien Petipa. Lors de diverses reprises de l'œuvre à Bayreuth, d'autres chorégraphes y substitueront leurs propres compositions : Isadora Duncan en 1904, Kurt Jooss et Rudolf Laban en 1930, Maurice Béjart en 1961. Ce dernier l'intégrera ensuite à Wagner ou l'Amour fou (1963).
Saint-Saëns ajoute lui aussi dans son  opéra Samson et Dalila une bacchanale à l'acte III scène 3. Cette dernière fait partie des œuvres les plus représentées de Saint-Saëns.
L'acte III de l'opéra Robert le Diable de Giacomo Meyerbeer comporte également une courte bacchanale, mettant en scène la progression des plans diaboliques de Bertram.